# Pitekunsaurus
Pitekunsaurus macayai
Genre
Espèce
Pitekunsaurus est un genre fossile de dinosaures sauropodes du Crétacé supérieur retrouvé en avril 2004 dans la province de Neuquén, en Argentine. L'espèce type, et seule espèce, Pitekunsaurus macayai, a été décrite en 2008 par Leonardo S. Filippi (d) et Alberto Garrido (d). Le nom générique est tiré du mot mapudungun pitekun, signifiant « découvrir ». L'épithète spécifique, macayai, a été donnée en l'honneur du découvreur des fossiles, Luis Macaya.